# 善願寺 (京都市伏見区)
善願寺（ぜんがんじ）は、京都市伏見区にある天台宗の寺院。山号は誓弘山。本尊は地蔵菩薩。通称を腹帯地蔵と称する。

## 歴史
当寺は奈良時代に光明皇后の発願により地蔵菩薩を本尊として行基によって創建されたとする。
その後、廃れてしまっていたが平安時代に恵心僧都源信によって長保年間（999年 - 1004年）に現在地に再興されたという。
現在の本尊である地蔵菩薩坐像は、寺伝では平清盛が五男の重衡の安産を願って七条仏所に造立させたものであるという。後には重衡が夫人の安産を祈って当寺に堂宇を寄進したという。全高は2mを超える半丈六仏で腹帯地蔵や地蔵大仏とも呼ばれる。また、像の表面に茶色の紙が隙間なく貼られているところから「張子の黒地蔵さん」とも呼ばれていた。
弘化3年（1846年）に浄土宗西山派の僧・慈円によって本堂が再建されている。
境内には樹令1千年を超える小野小町ゆかりの神木・小町がやがあるが、その表面には仏師の西村公朝によって不動明王が彫られている。

## 境内
- 本堂 - 弘化3年（1846年）再建。天井画は岸良によるもの[3]。
- 庫裏
- 稲荷社 - 荼枳尼天を祀る。
- 山門

## 文化財

### 重要文化財
- 木造地蔵菩薩坐像 - 全高268.2cm。法衣の下に身につけている下裳（したも）のひもの結び目が妊婦の腹帯に似ていることから、いつしか「腹帯地蔵さん」と呼ばれるようになったという[4]。

## 前後の札所
通称寺の会（腹帯地蔵）

## 所在地
- 京都府京都市伏見区醍醐南里町33

## アクセス
- 京都市営地下鉄東西線 醍醐駅より徒歩約22分